# 프란체스코 부소네 다 카르마뇰라

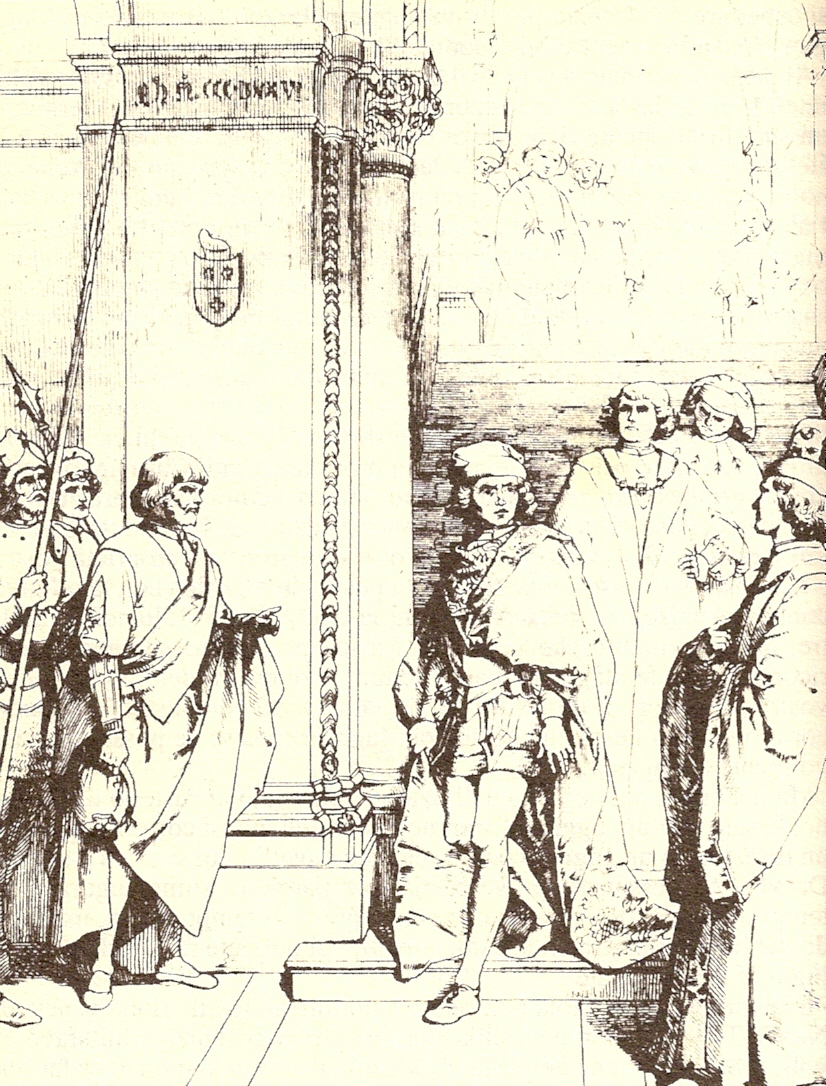

프란체스코 부소네(Francesco Bussone)는 주로 카르마뇰라 백작이라고 불렸던 (1382년 경 – 1432년 5월 5일), 이탈리아 출신의 콘도티에로이다.

## 생애
부소네는 토리노 인근 카르마뇰라에서 미천한 농민의 아들로 태어났다. 그는 밀라노 공작 잔 갈레아초 비스콘티에게 고용된 파치노 카네 밑에서 12살때 그의 군대 경력을 시작했다.
카네가 사망 후, 밀라노 공국은 그의 지휘관들에게 분열되었으나, 잔 갈레아초의 아들이자 후계자 필리포 마리아는 군대를 동원해 재정복하기로 결정했다. 파치노 카네가 사망하자, 비스콘티는 당시 13살이던 카르마뇰라를 고용했고 그에게 군대 통수권을 주었다. 카르마뇰라의 성공은 놀라울 정도로 빨랐다:그는 베르가모, 브레시아, 파르마, 제노바, 그밖에 도시들을 진압해냈다. 얼마 지나지 않아 공국 전체는 비스콘티 가의 영향력에 놓이게 됐다. 필리포 마리아는 카르마뇰라에게 아낌없는 포상을 했지만, 그가 자신에게 위험이 될 수 있다고 여겨 두려워하였으며, 병력 감축 명령을 내리는 대신 제노바 총독으로 임명해주었다.
카르마뇰라는 크게 불쾌감을 느꼈고, 공작과의 개인 면담을 얻지 못했으며, 그의 자리를 포기하고 베네치아인들에게 그의 복무를 제안했다 (1425년). 베네치아 공화국이 비스콘티의 야망을 두려워하기 시작했기에 그는 베네치아에서 좋은 대접을 받았으며, 신임 도제 프란체스코 포스카리는 피렌체와의 협력을 열망했고 밀라노와의 전쟁에 돌입했다. 카르마뇰라는 공작의 군대가 그들이 예상했던거 보다 적으므로, 지금 이때가 그를 공격할 때라고 말했다. 도제의 호전적인 성격과 결합되어 이 논쟁은 통과되었고, 카르마뇰라는 1426년 성 마르코의 총 사령관으로 임명되었으며, 전쟁을 선포하였다.
공화국은 신속하고 결정적인 작전을 원한 반면, 모든 다른 병사들과 마찬가지로 카르마뇰라의 이익을 위해 가능한 한 오랫동안 작전을 수행하고 결정적인 작전을 피했고, 포로들도 신속하게 풀어주었다. 결과적으로, 전쟁은 끝없이 계속되었고, 일부 전투에서 승리하고 다른 전투에서는 패배하며, 평화 협정은 완전하지 못한체로 체결되어, 결정적인 결과는 달성되지 못했다.
카르마뇰라의 가장 중요한 성공은 마클로디오 전투(1427년)였지만, 그는 그 성공을 따라 가지 못 했다. 그의 늦장을 참지 못한 공화국은 그의 보수를 높이고 밀라노의 영주령을 포함한 엄청난 영지를 약속했지만, 그의 열정을 증가시켰지만 이는 헛된 것이었다. 당시에 카르마뇰라는 베네치아를 져버린다면 엄청난 보수를 주기로 제안을 한 비스콘티 가에게서 주기적으로 연락을 받았다. 카르마뇰라는 그의 손에 둘의 운명을 쥐고 있다는 허영심 깊은 자만심에 빠져 그의 과거 고용주처럼 현재의 고용주를 우습게 여겼다. 그러나 베네치아인들은 우습게 다루기에는 위험한 고용주들이였고, 그들이 모든 인내를 잃자 10인 위원회는 그를 재판에 소환하기로 결정했다.
1432년 3월 29일 앞으로의 작전을 논의하기 위해 베네치아로 소집된 그는 의심없이 도착했다. 두칼레 궁전에 도착한 그는 체포되었고, 감금되어 공화국에 대한 반역 혐의로 재판에 넘겨졌다. 도제가 그의 편을 들어주었음에도 그에게 사형 명령이 떨어졌고 5월 5일 참수형에 쳐해졌다. 능력있던 자였던 그의 최대의 실수는 군사적 재원이 없던 파산한 독재자와 그가 할 수 있는게 없다는 걸 깨닫지 못했다는 것이였으며, 영민한 비스콘티가 그를 포기함으로써 그를 망치려했다는 걸 의미했다.
1416년 카르마뇰라는 군사적 목적으로 중세 시대에서 가장 큰 단식 아치 다리인 트레초 다리 건설 명령을 내렸다. 그의 딸 루키나(Luchina)는 콘도티에로 루이지 달 베르메와 혼인했다.

## 문화
알레산드로 만초니는 시극 Il Conte di Carmagnola의 주제로 카르마뇰라를 사용했다.